# Benguellia
Benguellia là một chi thực vật có hoa trong họ Hoa môi (Lamiaceae).

## Loài
Chi Benguellia gồm các loài: